# Бессемер, Энтони
Энтони Бессемер (англ. Anthony Bessemer; 1758, Лондон — 1836 или после 1840) — британский инженер, промышленник, типограф, отец сэра Генри Бессемера, изобретателя бессемеровского процесса производства стали.

## Биография
Родился в Лондоне, вместе с семьей переехал в Нидерланды, где жил с 1777 по 1787, затем переехал в Париж. Был инженером, работал на производстве дренажных машин, а также микроскопов. После Французской революции возвратился в Лондон.
Бессемер изготавливал типографские шрифты и считался лучшим в Европе типографом и гравером по металлу. По возвращении в Англию работал у Генри Каслона (тот был крестным отцом Генри Бессемера), а затем организовал собственное шрифтолитейное производство. Его клиентами на континенте была типографская фирма Фирмена Дидо. Он также продал в 1795 году шрифт литейному заводу в Энсхеде. Работая у Каслона, в мае 1818 года он направил письмо в Лондонское общество искусств, в котором предложил новые меры защиты банкнот от подделки.
Через несколько лет после возвращения в Англию он основал шрифтолитейный завод в Чарльтоне, графство Хартфордшир, со своим деловым партнером Дж. Дж. Катервудом (бывшим деловым партнером Каслона), который позднее переехал в Лондон.
Сын Бессемера, Генри, родился в 1813 году, когда семейство жило в Чарльтоне. Генри Бессемер рано заинтересовался делом своего отца, и некоторые из его ранних патентов предназначены для улучшения шрифтолитейных машин.
Энтони Бессемер удалился от дел в 1832 году, и его акции в предприятии были проданы с аукциона .